# Scalinata Potëmkin
La Scalinata Potëmkin (in ucraino Потьомкінські Сходи?, Pot'omkins'ki Schody; in russo Потёмкинская лестница?, Potëmkinskaja lestnica) è una scalinata monumentale situata a Odessa, in Ucraina. Considerata la porta di accesso nella città dal mare, è il simbolo più conosciuto di Odessa. La scalinata originariamente era chiamata Boulevard a gradini, Grande Scalinata o Gradinata Richelieu.

## Storia

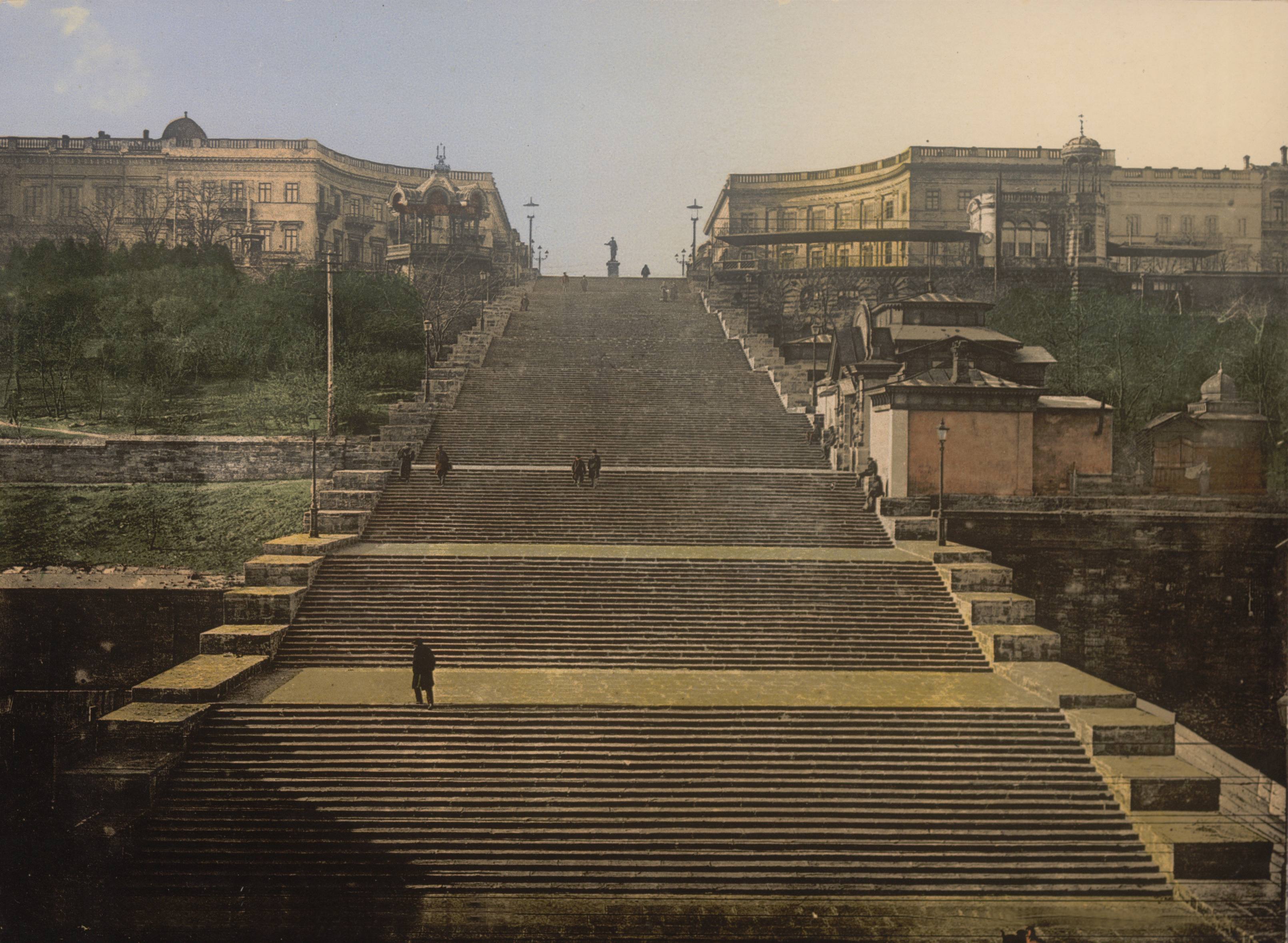
La scalinata Potëmkin in una cartolina dell'ultimo Ottocento

Progettata nel 1815 dagli architetti Francesco Boffo (1796-1867) e Avraam Mel'nikov, l'opera fu realizzata, con il nome originario di scalinata Primorski, tra il 1837 e il 1841. Furono impiegate lastre di marmo grigio-verde importate dal porto di Trieste che, sottoposte a una forte erosione, nel 1933 furono sostituite con altre di granito rosa, provenienti da cave ucraine. Degli originari 200 gradini, otto andarono persi con l'ampliamento del porto, riducendo pertanto il numero agli attuali 192.
Nel 1906, sul fianco sinistro della scalinata guardando dalla sua base, fu costruita una funicolare che operò per circa sessant'anni fino a quando nel 1970, ormai obsoleta, fu sostituita da un ascensore, che funzionò fino al 1990. Nel 2004 venne realizzata una nuova funicolare.

## Descrizione
La scalinata è alta 27 metri e ha una lunghezza di 142, ma per un'illusione ottica dà l'impressione di una lunghezza e di un'altezza ben maggiori. Infatti gli scalini hanno una larghezza variabile dai 21,7 metri della base ai 12,5 della cima. Un'altra peculiarità della scalinata è che guardando dall'alto verso basso si scorgono soltanto i tratti orizzontali della costruzione ma non i gradini; viceversa guardando dal basso verso l'alto si vedono soltanto i gradini ma non i tratti orizzontali.
In cima alla scalinata si erge la statua bronzea del duca di Richelieu, governatore di Odessa dal 1803 al 1814, che è ritratto con una toga da antico romano. Il monumento fu realizzato nel 1826 su progetto dello scultore russo neoclassico Ivan Petrovič Martos.

## Nella cultura di massa
La fama della scalinata è dovuta principalmente al film muto La corazzata Potëmkin di Sergej Michajlovič Ėjzenštejn (1925), che trattava della rivolta di Odessa durante la rivoluzione russa del 1905. Sulla scalinata fu ambientata la lunga scena dell'attacco alla folla inerme da parte dei cosacchi dello zar: celebre è la sequenza della carrozzina, spinta da una madre appena fucilata, che scivola giù per la scalinata. In realtà tale scena non rispecchia gli avvenimenti realmente accaduti, dato che i morti civili durante la rivolta si verificarono non di giorno sulla scalinata, ma di notte nelle strette vie della città.
La corazzata Potëmkin fu oggetto nel 1976 di una celebre parodia ideata dall'attore Paolo Villaggio nel film Il secondo tragico Fantozzi per la regia di Luciano Salce. Non essendo possibile utilizzare all'epoca il film russo originale, venne girata una finta pellicola muta, con il nome storpiato in La corazzata Kotiomkin, utilizzando la scala intitolata all'architetto Bruno Zevi situata di fronte alla Galleria nazionale d'arte moderna e contemporanea a Roma in sostituzione dell'originale.